# 鳥取県道183号鳥取砂丘線
鳥取県道183号鳥取砂丘線（とっとりけんどう183ごう とっとりさきゅうせん）は、鳥取県鳥取市を通る一般県道である。

## 概要
鳥取市浜坂7丁目から鳥取市秋里に至る。

### 路線データ
- 起点：鳥取県鳥取市浜坂7丁目（鳥取市道2010143号浜坂4号線起点）
- 終点：鳥取県鳥取市秋里（秋里交差点、国道9号交点、国道29号・国道53号別線・国道373号別線終点）
- 総延長：2.6 km

## 路線状況

### 重複区間
- 鳥取県道500号鳥取河原自転車道線（鳥取市浜坂2丁目）

### 道路施設

#### 橋梁
- 浜坂江津橋（袋川、鳥取市）

## 地理

### 通過する自治体
- 鳥取県
  - 鳥取市

### 交差する道路
| 交差する道路                                      | 交差する場所 | 交差する場所      |
| ------------------------------------------------- | ------------ | ----------------- |
| 鳥取市道2010143号浜坂4号線                        | 浜坂7丁目    | 起点              |
| 鳥取市道2010142号江津浜坂線                       | 浜坂7丁目    |                   |
| 鳥取県道500号鳥取河原自転車道線 重複区間起点      | 浜坂2丁目    |                   |
| 鳥取県道500号鳥取河原自転車道線 重複区間終点      | 浜坂2丁目    |                   |
| 国道9号 国道29号 国道53号 / 別線 国道373号 / 別線 | 秋里         | 秋里交差点 / 終点 |

### 沿線
- 鳥取砂丘
- 鳥取市立浜坂小学校